# Serra Negra (São Paulo)
Serra Negra is een gemeente in de Braziliaanse deelstaat São Paulo. De gemeente telt 25.912 inwoners (schatting 2009).

## Aangrenzende gemeenten
De gemeente grenst aan Amparo, Itapira, Lindóia, Monte Alegre do Sul en Socorro.

## Geboren
- Antonio Jorge Neto (1963), auto- en motorcoureur